# Герб Рязани
Герб «муниципального образования — городской округ город Рязань» Рязанской области Российской Федерации — официальный символ города Рязани, его достоинства, исторического и административного значения, прав органов самоуправления муниципального образования — город Рязань.
Герб утверждён Решением Рязанского городского Совета № 183 от 17 мая 2001 года (с изменениями, внесёнными Решением Рязанской городской Думы № 345-I от 26 июня 2008 года) и внесён в Государственный геральдический регистр Российской Федерации под регистрационным номером 172.

## Описание герба
Из положения о гербе муниципального образования – город Рязань (в редакции от 26 июня 2008 года):

В золотом поле стоящий Князь в червлёной (красной) епанче, скреплённой на груди золотой застёжкой, в зелёной шапке, платье, сапогах и серебряных штанах, держащий в правой руке серебряный меч, а в левой — серебряные ножны при таком же поясе; шапка и епанча оторочены чёрными соболями. Герб увенчан Шапкой Мономаха. Щитодержатели — серебряный с золотыми гривой и хвостом, чёрными копытами и червлёным языком конь и золотой с червлёным языком грифон, обременённый червлёными огнями («грифон — феникс») на золотом узорном подножии («арабеска»). Щит окружён золотой церемониальной цепью — должностным знаком главы муниципального образования — город Рязань. Девиз: «Славная история — достойное будущее» — начертан чёрными литерами на золотой ленте.

## История герба

### Ранние геральдические знаки

Прорисовка тамги-«мордки» с монеты рязанского князя Ивана Фёдоровича

Рязанская печать (XVI век)

Древнейшим идентификационным знаком Рязанской земли является тамга, отдалённо напоминающая морду барана с рогами или куницы, и из-за этого среди нумизматов нередко называемая «мордка». Данный символ появляется на монетах, имевших хождение в Рязанском княжестве примерно с 1390-х годов в правление князя Олега Ивановича, первоначально «мордка» была надчеканкой на ордынских монетах (так, одна из первых монет с «мордкой» относится к времени правления хана Узбека, и, предположительно, правившего на тот момент в Рязани Олега Ивановича; также «мордка» надчеканивалась на монетах хана Джанибека и темника Тохтамыша, а также на русских подражаниях ордынским монетам). Со временем надчеканка на ордынских монетах прекратилась. Во время княжения Ивана Фёдоровича (1427-1456 гг.) в Рязанском княжестве впервые появились монеты с именем и титулом князя, написанными на русском языке, и также содержавшими тамгу, что свидетельствует о протогеральдическом характере знака. Также, тамга, схожая с рязанской, встречалась на монетах удельного Пронского княжества, одно время входившего в состав Рязанского. На некоторых монетах внутри «рогов» тамги размещались человеческие лица, вероятно, портреты князей. Однако после смерти Ивана Фёдоровича регулярная самостоятельная чеканка монет надолго прекращается, соответственно, исчезает и тамга-«мордка». К позднему времени относятся единичные монеты с надписью «деньга рязанская» с одной стороны и именем князя с другой (например, «Князь Василий»). Тамга-«мордка» встречается и на некоторых рязанских княжеских печатях. Экземпляр печати с тамгой хранится в фондах рязанского краеведческого музея.
Впоследствии, до начала XVII века символом Рязанской земли являлся конь, изображение которого дошло до наших дней на Большой государственной печати Ивана IV, датируемой примерно 1577—1578 годами. Среди печатей городов и земель российских там была представлена печать Рязанская — «идущий конь». В геральдике конь, не имеющий всадника или хотя бы узды, трактуется как «дикий конь».

### Рязанские печати XVII века

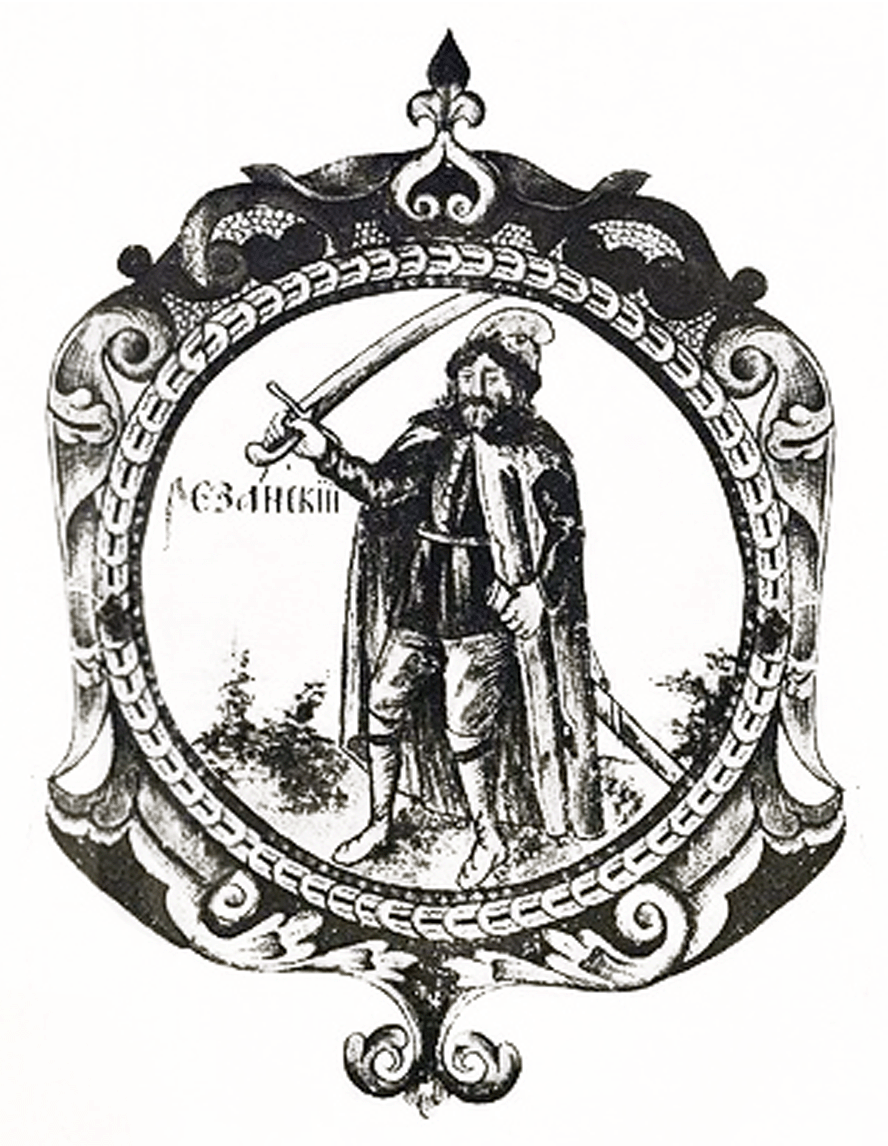
Герб Рязани в «Царском Титулярнике» (XVII век)

Самое раннее появление князя (воина), как символа современного герба Рязани и Рязанской области, относится к началу XVII века. Рязанская эмблема, в виде изображения человека с мечом в правой руке и ножнами в левой, была вышита на «саадачном покровце» первого русского царя из династии Романовых Михаила Фёдоровича (после 1626 года), среди 12 изображений территориальных печатей (эмблем), окружавших государственный герб. Также, изображение рязанской эмблемы было внесено в «Росписи всем государевым печатям» 1626 года: «Печать Рязанская: человек, а у него в правой руке меч, а под ним земля». Символ Рязани — изображение человека с мечом, встречается и в описании гербового знамени, сделанного в середине XVII века (примерно 1666 год) по приказу царя Алексея Михайловича.

### Герб Рязани в Царском Титулярнике 1672 года
В 1672 году был составлен «Царский титулярник», который часто называется первым русским гербовником. В Титулярник были включены эмблемы 33 «русских земель», в том числе и гербовая эмблема Рязани. Первый исследователь русской геральдики Лакиер А. Б. писал о Титулярнике: «здесь видна попытка отличить гербы красками, чего прежде не было». В том же виде рязанская эмблема перешла на Большую Государственную печать Петра I. Такое же изображение прототипа герба Рязани было размещено и в «Дневнике путешествия в Московию, 1698 и 1699 гг.» австрийского дипломата И. Г. Корба (1698—1699) на эскизе русской государственной печати.

### Герб на знамени Рязанского пехотного полка

Знамя Рязанского пехотного полка

В 1703 году был создан Рязанский пехотный полк (название Рязанский получил в 1708 году). В 1712 году для Рязанского пехотного полка были изготовлены знамёна: одно белое с вензелем Петра I в окружении ветвей, остальные: «Желтыя, съ золотымъ изображеніемъ, въ верхнемъ углу, у древка, Русскаго Князя, съ обнаженнымъ мечемъ въ правой руке».

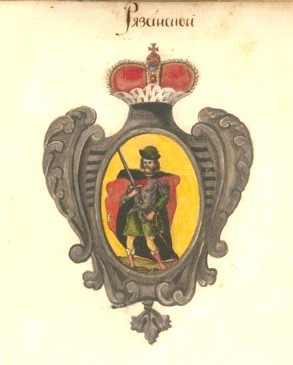
Герб Рязанский из Знаменного гербовника Миниха

В июне 1728 года Верховный тайный совет издал указ о введении нового образца полковых знамён с государственным и городским гербами. В 1729 году под руководством обер-директора над фортификацией генерала Б. К. Миниха и при участии художника Андрея Баранова (живописца А. Д. Меншикова) был составлен Знамённый гербовник. 8 марта 1730 года новые гербы для полковых знамён были утверждены. Герб на знамени Рязанского пехотного полка имел следующее описание: «В серебряном щите, на жёлтом поле Русский Князь в красной епанче, в платье, сапогах, шапке с собольею опушкою, зелёных, держащий в правой руке меч, а в левой ножны и стоящий на зелёной земле». Герб рязанского полка изображался на щите серебряного цвета, в отличие от большинства полковых гербов, изображённых на золотом щите.

### Герб Рязани 1779 года
29 мая (9 июня) 1779 года императрицей Екатериной II вместе с другими гербами городов Рязанского наместничества был Высочайше утверждён герб Рязани. В приложении к Закону № 14884 «Рисунки гербов Рязанского наместничества» указана более ранняя дата Высочайшего утверждения гербов — 29 марта (9 апреля) 1779 года.

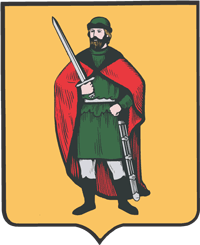
Герб 1779

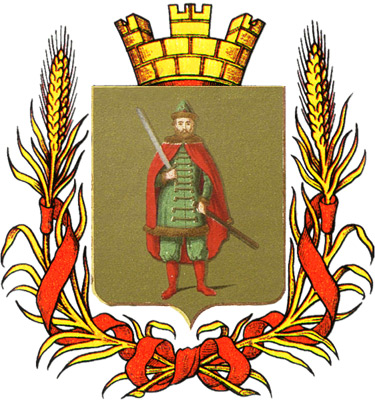
Проект Б. В. Кёне

Подлинное описание герба города Рязани гласило: 

Городъ Рязань имҍетъ старый Гербъ. В золотомъ полҍ стоящій Князь, держащій въ правой рукҍ мечъ, а въ лҍвой ножны, на немъ епанча червленная, а платье и шапка зелёная, обложенная соболями.
Во всех гербах городов Рязанского наместничества, утверждённых в 1779 и 1781 годах (Раненбург), в верхней части размещалась часть герба Рязанского — «серебряной мечъ и ножны, положенные на крестъ, надъ ними зелёная шапка, какова на Князҍ въ Намҍстническомъ гербҍ». Новые гербы уездных городов Рязанской губернии (кроме Рязани) были составлены в герольдмейстерской конторе под руководством герольдмейстера статского советника А. А. Волкова.
В середине XIX века в российской геральдике была проведена геральдическая реформа Б. Кене. При его непосредственном участии был составлен и впоследствии, 8 декабря 1856 года, утверждён титульный герб Рязанской губернии. По указу Александра II в 1857 году город Рязань получил право увенчать свой герб «царской шапкой в виде венца Мономахова», как «древний русский город, бывший местопребыванием царствующих Великих Князей».

### Герб Рязани в советское и постсоветское время
В советское время исторический герб Рязани в официальных документах не использовался, но его изображение появлялось на сувенирной продукции.
8 августа 1994 года Постановлением № 825 мэра города Рязани «О символике города Рязани» был восстановлен исторический герб Рязани в качестве официального символа города и принято Положение о гербе города Рязани, который имел следующее описание: «Герб города Рязани представляет собой изображение князя на золотом щите; на князе червлёная епанча, обложенная соболями и скреплённая на груди, зелёное платье и зелёная княжеская шапка, также отороченная соболями; платье подпоясано белым поясом, штаны на князе белые, сапоги чёрные; в правой руке князь держит серебряный меч, у левого бедра под рукой, упёртой в бедро — серебряные ножны».

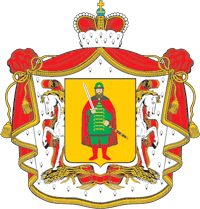
Герб Рязанской области (1997 г.)

6 августа 1997 года Рязанская Дума приняла Закон о гербе области, 11 августа того же года был утверждён герб Рязанского района. Гербы области и района были созданы на основе исторического герба Рязани.

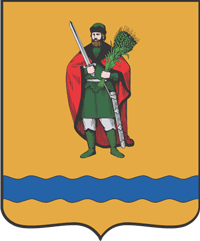
Герб Рязанского района (1997 г.)

В 2000 году, по рекомендации Государственной геральдической комиссии, для обозначения статуса Рязани в композицию герба над щитом была добавлена шапка Мономаха. 27 декабря 2001 года, по решению городского Совета Рязани, герб муниципального образования — город Рязань был дополнен щитодержателями — серебряным с золотыми гривой и хвостом, чёрными копытами и червлёным языком конём и золотым с червлёным языком грифоном, обременённым червлёными огнями («грифон-феникс») на золотом узорном подножии («арабеска»). Щит герба стала окружать золотая церемониальная цепь — должностной знак главы администрации города Рязани.
28 июня 2001 года был объявлен конкурс на лучший проект девиза для герба муниципального образования — город Рязань. 26 декабря 2002 года был утверждён девиз герба Рязани «Славная история — достойное будущее» — начертан чёрными литерами на золотой ленте. Таким образом, сформировался полный вариант ныне действующего герба Рязани. Автором реконструкции исторического герба Рязани в качестве официальных символов города, а также Рязанского района и области является почётный гражданин Рязани художник Михаил Шелковенко.
В современной России были разработаны новые гербы для районов, городских и сельских поселений Рязанской области, в вольной части которых присутствует элементы герба Рязани — княжеская шапка в золотом поле.